# Conocephalus sojolensis
Conocephalus sojolensis är en insektsart som beskrevs av Sänger och Brigitte Helfert 1995. Conocephalus sojolensis ingår i släktet Conocephalus och familjen vårtbitare. Inga underarter finns listade i Catalogue of Life.